# Rhopalurus laticauda
Espèce
Synonymes
- Rhopalurus laticauda sachsii Karsch, 1879
- Rhopalurus crassicauda Caporiacco, 1947
- Rhopalurus amazonicus Lourenço, 1986
- Rhopalurus crassicauda paruensis Lourenço, 2008

Rhopalurus laticauda est une espèce de scorpions de la famille des Buthidae.

## Distribution
Cette espèce se rencontre en Colombie, au Venezuela, au Guyana et au Brésil au Roraima, au Pará et en Amazonas.

## Description
Les mâles mesurent de 50 à 60 mm et les femelles de 55 à 70 mm.

## Systématique et taxinomie
Rhopalurus crassicauda, Rhopalurus amazonicus et Rhopalurus crassicauda paruensis ont été placées en synonymie par Esposito, Yamaguti, Souza, Pinto-da-Rocha et Prendini en 2017.

## Publication originale
- Thorell, 1876 : « On the classification of Scorpions. » Annals and Magazine of Natural History, sér. 4, vol. 4, p. 1-15 (texte intégral).